# Lengyelország három felosztása

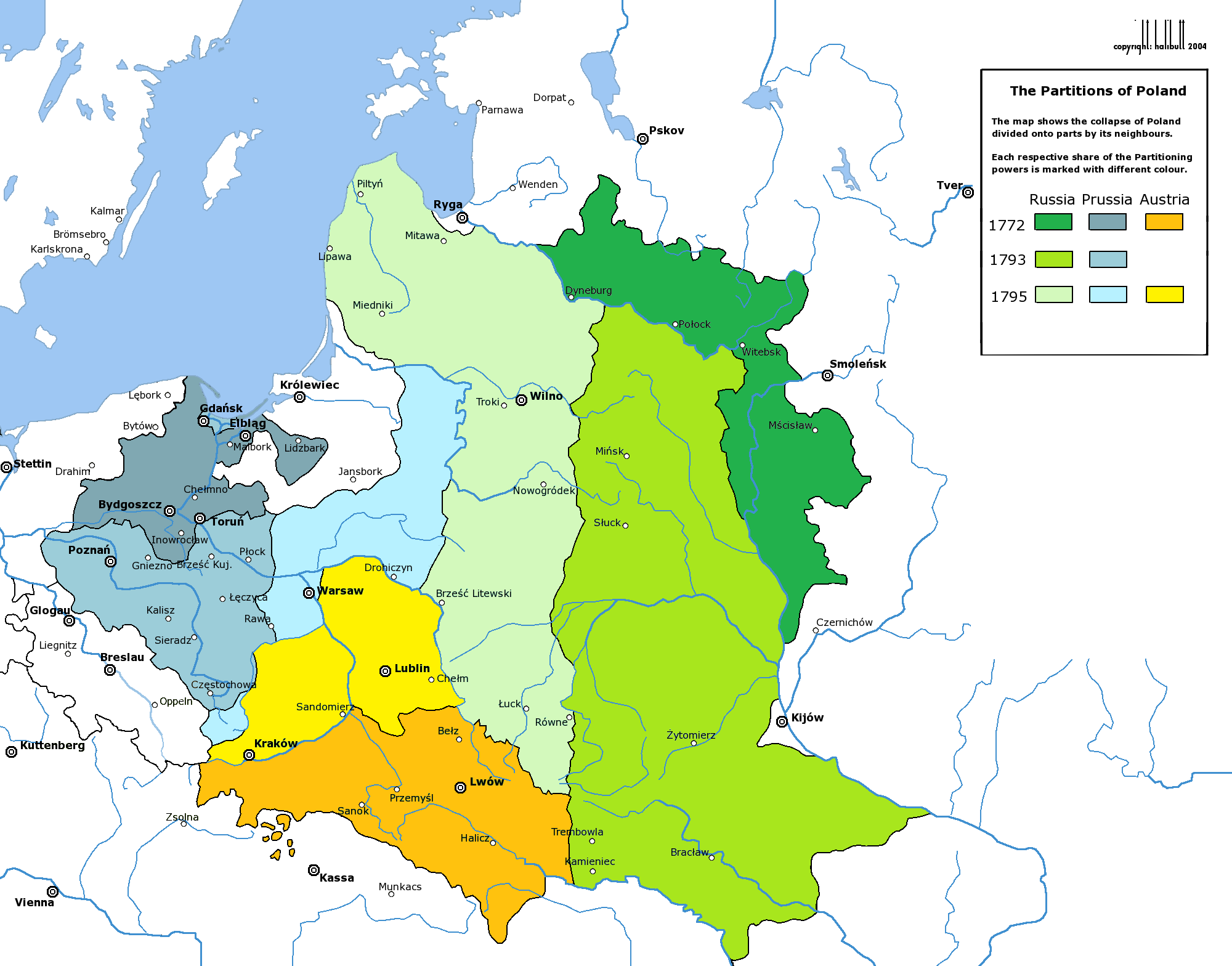
Lengyelország a felosztások után

Lengyelország felosztása (lengyelül: Rozbiory Polski) Lengyelország történelmének 1772-től 1795-ig tartó korszaka, amikor a lengyel–litván nemzetközösség területét fokozatosan felosztották (diplomáciai egyezmények eredményeképpen, anélkül, hogy sor került volna háborúra Lengyelországgal) két vagy három részre: Ausztria, a Porosz Királyság és Oroszország között. 1807-ben Lengyelország névleg független államot kapott Varsói Hercegség néven, de 1815-ben ez átalakult az ugyancsak nem szuverén Lengyel Királysággá. Uralkodója a mindenkori orosz császár lett. 1918 után a felosztás előtti területek nagy részén új államok jöttek létre: Lengyelország, Litvánia, Fehéroroszország, Ukrajna, és Danzig Szabad Város, kisebb területek Lettországhoz, Csehszlovákiához és Romániához kerültek, valamint néhány terület Németország és Oroszország (később Szovjetunió) határain belül maradt.
A felosztás főbb fázisai:
- Lengyelország I. felosztása – 1772 (Oroszország, Poroszország, Ausztria)
- Lengyelország II. felosztása – 1793 (Oroszország, Poroszország)
- Lengyelország III. felosztása – 1795 (Oroszország, Poroszország, Ausztria)

## Története

### Előzmények

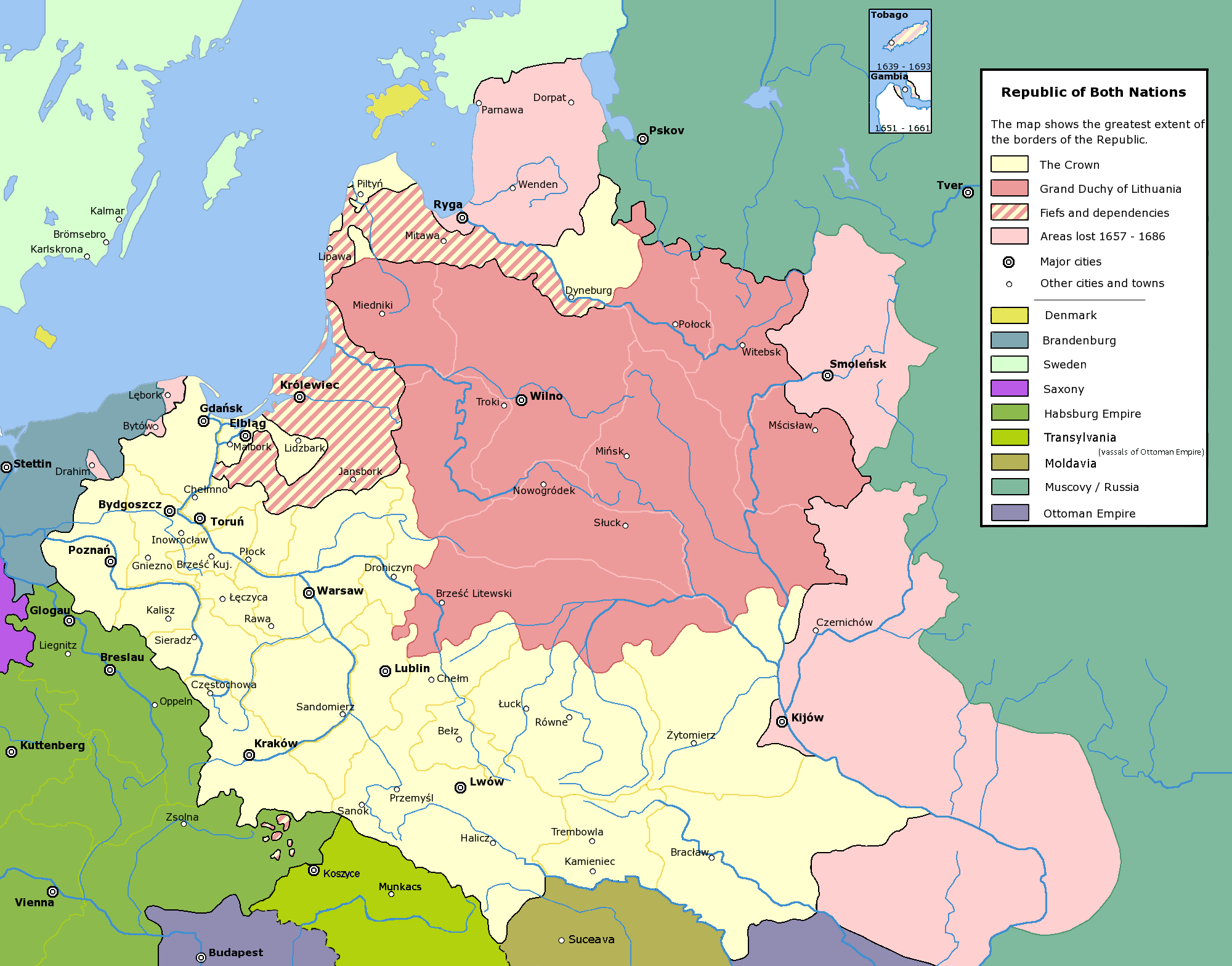
A felosztás előtt: a lengyel-litván nemzetközösség legnagyobb kiterjedése

Úgy lehet jellemezni Lengyelország-Litvánia unióját a felosztást megelőző utolsó éveiben (a 18. század közepén), mint egy nem teljesen szuverén államot: modern terminológiával Oroszország bábállama volt, mivel gyakorlatilag az orosz cár választotta ki a lengyel királyokat (ez különösen igaz az utolsó uniós királyra II. Poniatowski Szaniszló Ágostra, aki egy ideig az orosz uralkodó, Nagy Katalin szeretője volt.)
IV. Ulászló uralkodása alatt (1632-48) kialakult a liberum veto intézménye. Ez a parlamenti eljárási politika az összes nemesember politikai egyenlőségének feltételén alapult és azzal a következménnyel járt, hogy egyhangú konszenzusra volt szükség minden javaslat elfogadásához. Ha egy egyszerű képviselő azt hitte, hogy egy javaslat káros lehet a választókerülete (vagy esetleg csak a saját birtoka) számára, még akkor is, ha a törvényt már megszavazták, elegendő volt ahhoz, hogy meggátolja a törvény jogerőre emelkedését. Egyre nehezebb lett bármilyen tevékenység a törvényhozásban. A liberum veto másrészt lehetővé tette, hogy a külföldi diplomaták a nemesek megvesztegetése révén akaratukat érvényre juttassák.
Az unió semleges maradt a hétéves háborúban, bár rokonszenvezett Franciaország, Ausztria és Oroszország szövetségével és megengedte az orosz csapatoknak, hogy Lengyelország nyugati területeit bázisként használják Poroszország ellen. II. Frigyes ezt úgy torolta meg, hogy nagy mennyiségű hamis lengyel pénzt veretett, mellyel komolyan hatott a lengyel gazdaságra. Az Oroszország irányította lengyel nemességen és a varsói orosz miniszteren Nyikolaj Repnyin hercegen keresztül Nagy Katalin kikényszerített egy alkotmányt, mely megszüntette II. Poniatowski Szaniszló Ágost 1764-ben hozott reformjait. Ezeket a változásokat az úgynevezett Repnyin-szejm hozta, melyet Repnyin követről neveztek el, aki de facto diktálta ennek a szejmnek a határozatait (és aki elrendelte néhány politikájával elégedetlenkedő hangoskodó, név szerint Józef Andrzej Załuski és Wacław Rzewuski elfogását és száműzését Szibériába). A liberum vetót és az elmúlt évszázad összes régi visszaélését megváltoztathatatlan részként biztosította az új alkotmány (az úgynevezett kardinális törvényekben) Az uniót kényszerítették arra, hogy Oroszország védelmét kérje a növekvő porosz veszéllyel szemben. Brandenburg-Poroszország az ország északnyugati részéből követelt egy darabot, hogy egyesítse a keleti és nyugati tartományait. Ez a Lengyel-litván uniónak a Balti-tenger partjából csak kis részt hagyott Lettországban és Litvániában.
Repnyin vallásszabadságot követelt a protestánsoknak és a keleti ortodox egyháznak. A lengyel katolikus vezetés reakciója és a nagy felháborodás Oroszország lengyel belügyekbe való beavatkozása miatt kirobbantotta a bari konföderáció háborúját Oroszországgal. Ez a háború 1768-1772-ig tartott. Az uniót nem lehetett megszüntetni addig, amíg régi szövetségese, Ausztria ezt meg nem engedte, így Katalin diplomáciai lépéseket tett, hogy Ausztriát saját oldalára állítsa.
A lengyelek a politikai rendszer, a kereskedelem, az infrastruktúra, az oktatás, a tudomány és a kultúra fejlesztésével is erősíteni igyekeztek államukat. Megbízást adtak Jean-Jacques Rousseau és Gabriel Bonnot de Mably politikai gondolkodóknak, hogy fogalmazzanak meg ajánlásokat az anarchia felszámolása és egy új alkotmány megszövegezése érdekében. Rousseau 1772-ben készült el A lengyel kormány figyelmébe című esszéjével.
A szomszédok, nevezetesen Poroszország, Ausztria és Oroszország titkos szerződést kötöttek, hogy megőrizzék a status quot: vagyis, hogy biztosítsák, nem változnak az unió törvényei. Ezt a szövetséget később a lengyelek a "három fekete sas szövetségének" nevezték, mivel mindhárom hatalom fekete sast használt állami szimbólumként, szemben a lengyel fehér sassal.
A lengyelek megkísérelték kiűzni az idegen hatalmakat. A bari konföderáció felkelésével 1768 és 1772 között. De a konföderáció irreguláris és rosszul irányított csapatainak nem volt esélyük a reguláris orosz hadsereggel szemben és súlyos kudarcot vallottak.

### Az első felosztás

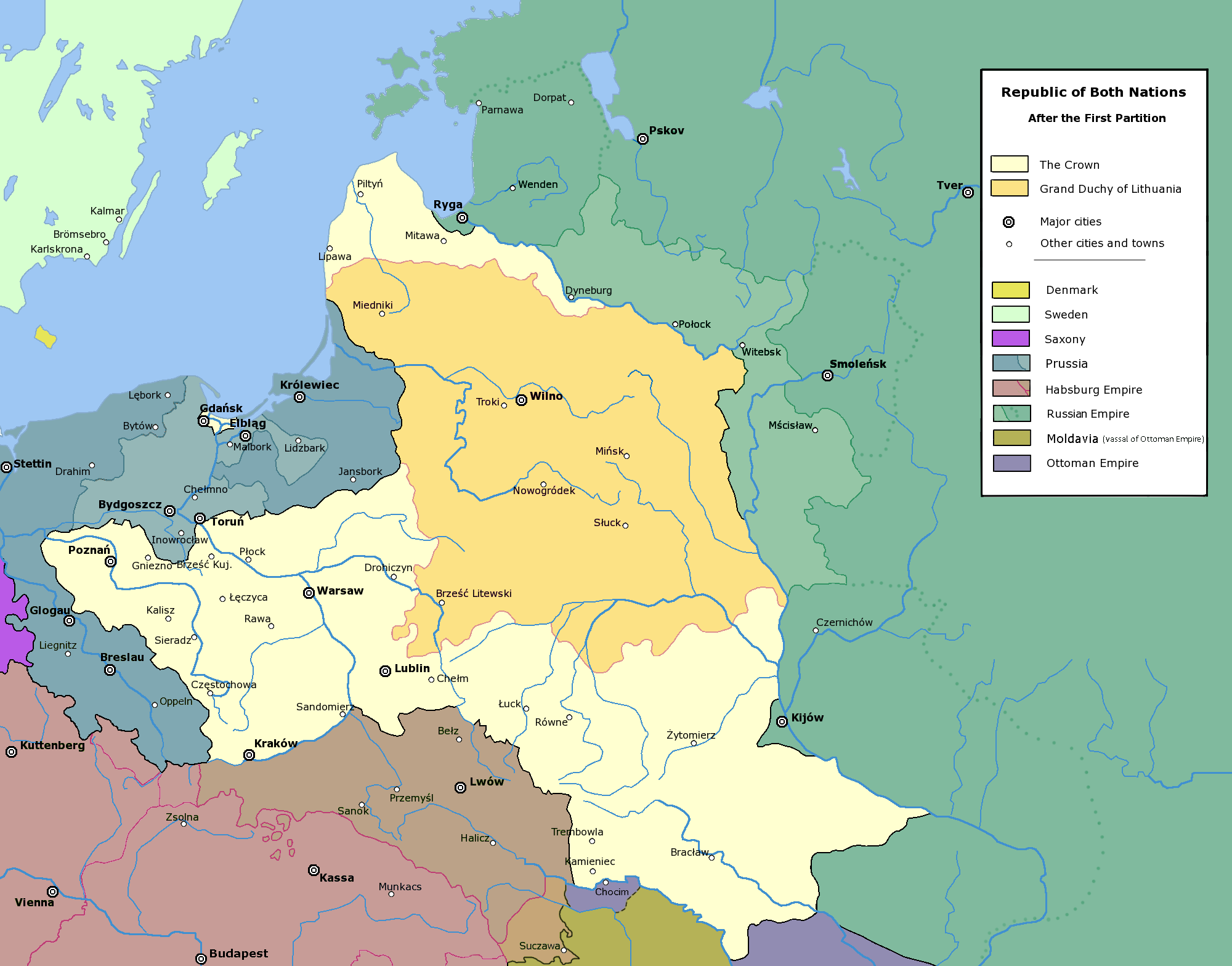
Az első felosztás (1772)

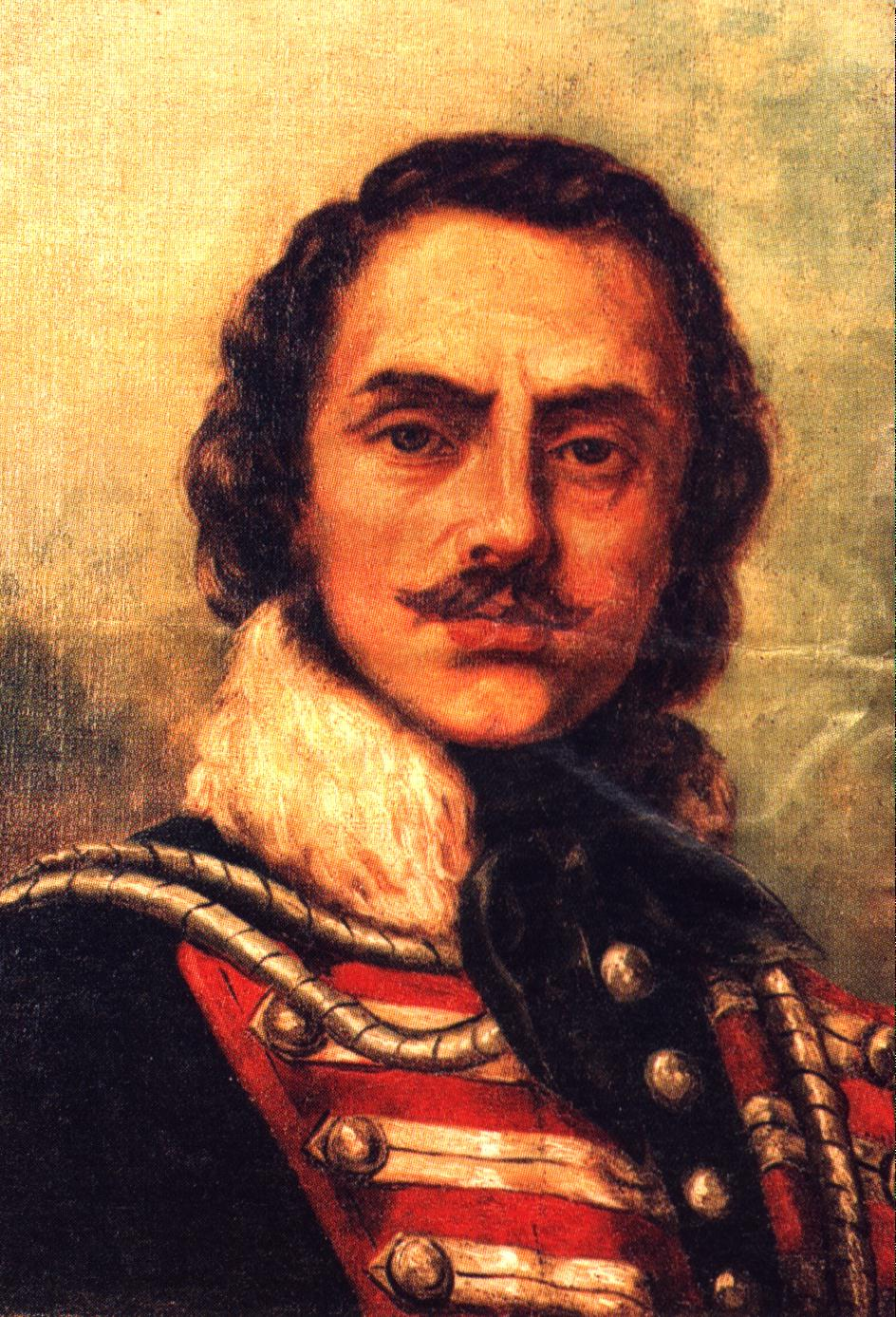
A honvédő hős parancsnok, Pułaski Kázmér gróf

A felosztásról szóló egyezményt 1772. február 19-én Bécsben írták alá. Korábban, 1772. február 6-án Poroszország és Oroszország már kötött szerződést Szentpétervárott. Augusztus elején az orosz, a porosz és az osztrák csapatok egyidejűleg bevonultak az Unióba, és a megállapodás szerint elfoglalták az egymás között felosztott tartományokat. 1772. augusztus 5-én kiáltványt bocsátottak ki. A bari konföderáció leverésén megdöbbent országnak nem volt ereje, hogy tovább ellenálljon.
A Konföderáció hadserege, melynek végrehajtó bizottságát – miután Ausztria csatlakozott a porosz–orosz szövetséghez – kiutasították Ausztriából, nem tette le a fegyvert. Mindegyik, a konföderáció kezén lévő várat és erődöt a végsőkig tartottak. Híressé vált Tyniec és Częstochowa védelme, melynek  Kazimierz Pułaski (Pułaski Kázmér) gróf volt a parancsnoka. Tyniec csak 1773 márciusában esett el. Krakkót április 28-án vette be Alekszandr Szuvorov orosz tábornok, aki a vár összes védőjét Szibériába deportálta. Sem Nagy-Britannia, sem Franciaország nem adott megfelelő segítséget, de még csak nem is tiltakozott a felosztás végrehajtásakor. Így ért véget az Unió rosszul szervezett kísérlete, hogy visszaverje a külső agressziót. Ez több százezer ember életébe került és teljesen hiábavalónak bizonyult, ugyanakkor ez volt az újjáéledő lengyel nemzeti öntudat első megnyilvánulása.
A felosztási egyezményt annak aláírói 1772. szeptember 22-én ratifikálták. II. Frigyes megmámorosodott ettől a sikertől és gondosan ügyelt az új lengyel birtokának jólétére. Jelentős számban telepített katolikus tanítókat az országba, elsősorban jezsuitákat, akiket előzőleg igyekeztek elhallgattatni. A porosz koronahercegeknek kötelezővé tették, hogy megtanuljanak lengyelül. Kaunitz osztrák államminiszter rendkívül büszke volt a gazdag bochniai és wieliczkai sóbányákra, és II. Katalin is nagyon elégedett volt. Ennek a „diplomáciai dokumentumnak” révén Oroszország Livóniának ahhoz a részéhez is hozzájutott, amely még lengyel kézen volt, és Fehéroroszországnak a Vityebszk, Polock és Msztyiszlavl környékén lévő részeihez. Poroszország megszerezte Ermlandot (Warmia) és a Királyi Poroszországot (Prusy Królewskie), mely később Nyugat-Poroszország néven új tartomány lett, és Pomeránia környékét, Danzig (Gdańsk) nélkül, Marienburg (Malbork) és Kulm (Chełmno) vajdaságokat Thorn (Toruń) nélkül, és egy kis részt Nagy-Lengyelországból is. Ausztriához került Zator és Auschwitz (Oświęcim), Kis-Lengyelország egy része, Krakkó és Sandomierz környéke, és egész Galícia Krakkó nélkül. Ezzel a felosztással a lengyel–litván unió területének – ami akkor körülbelül 1 230 000 km² és négymillió lakost jelentett – mintegy 30%-át elvesztette. A földterület, lakosság és állami bevétel legnagyobb része Ausztriához került.
Miután ki-ki elfoglalta a rá eső területrészt, a három részt vevő hatalom azt követelte, hogy Poniatowski Szaniszló Ágost király és a szejm hagyja jóvá tevékenységüket. A király Nyugat-Európa nemzeteihez fordult segítségért, és vonakodott összehívni a szejmet. Amikor semmilyen segítség sem érkezett és a felosztó hatalmak hadseregei megszállták Varsót, hogy erővel kényszerítsék ki az ülés összehívását, nem maradt más választása, mint passzívan behódolni akaratuknak. Azokat a szenátorokat, akik ellenezték ezt a lépést, letartóztatták és Szibériába száműzték II. Katalin képviselői. A helyi gyűlések (a szejmikek) megtagadták a képviselők választását a szejmbe, és sok nehézség után csak a képviselők szokásos számának mintegy fele jelent meg az ülésen, melyet Adam Poniński, egy cinikus és notórius szerencsejátékos vezetett.
Abból a célból, hogy megakadályozza a szejm megszakítását és a megszállók céljainak kudarcát, elvállalta, hogy a szabályos szejmet a konföderáció szejmjévé alakítja át, ahol a többséget biztosítani tudta. Tadeusz Rejtan, Samuel Korsak és Stanisław Bohuszewicz drámai erőfeszítései ellenére, hogy ezt megakadályozza, az aktust megtették Michał Radziwiłł, valamint Andrzej Młodziejowski és Ignacy Jakub Massalski püspök, valamint Antoni Kazimierz Ostrowski lengyel prímás segítségével, akik magas tisztséget töltöttek be a lengyel szenátusban. Az úgynevezett felosztás-szejm egy harminctagú bizottságot választott, hogy a felmerült problémákat megoldja. 1773. szeptember 18-án a bizottság formálisan aláírta a lemondási egyezményt, lemondva az unió részéről az összes elfoglalt területről. Szeptember 30-án a lengyel országgyűlés ratifikálta a felosztást. Másrészt a nagy szejm, mely folytatta tanácskozásait egészen 1775-ig néhány fontos reformot fogadott el, többek között az állandó tanács és a nemzeti oktatási bizottság létrehozását.
Amikor Poroszország elfoglalta Északnyugat-Lengyelországot, hirtelen ellenőrzése alá vonta az unió külkereskedelmének több mint 80%-át. Óriási vámok kiszabásával Poroszország felgyorsította az unió elkerülhetetlen összeomlását.

### Második felosztás

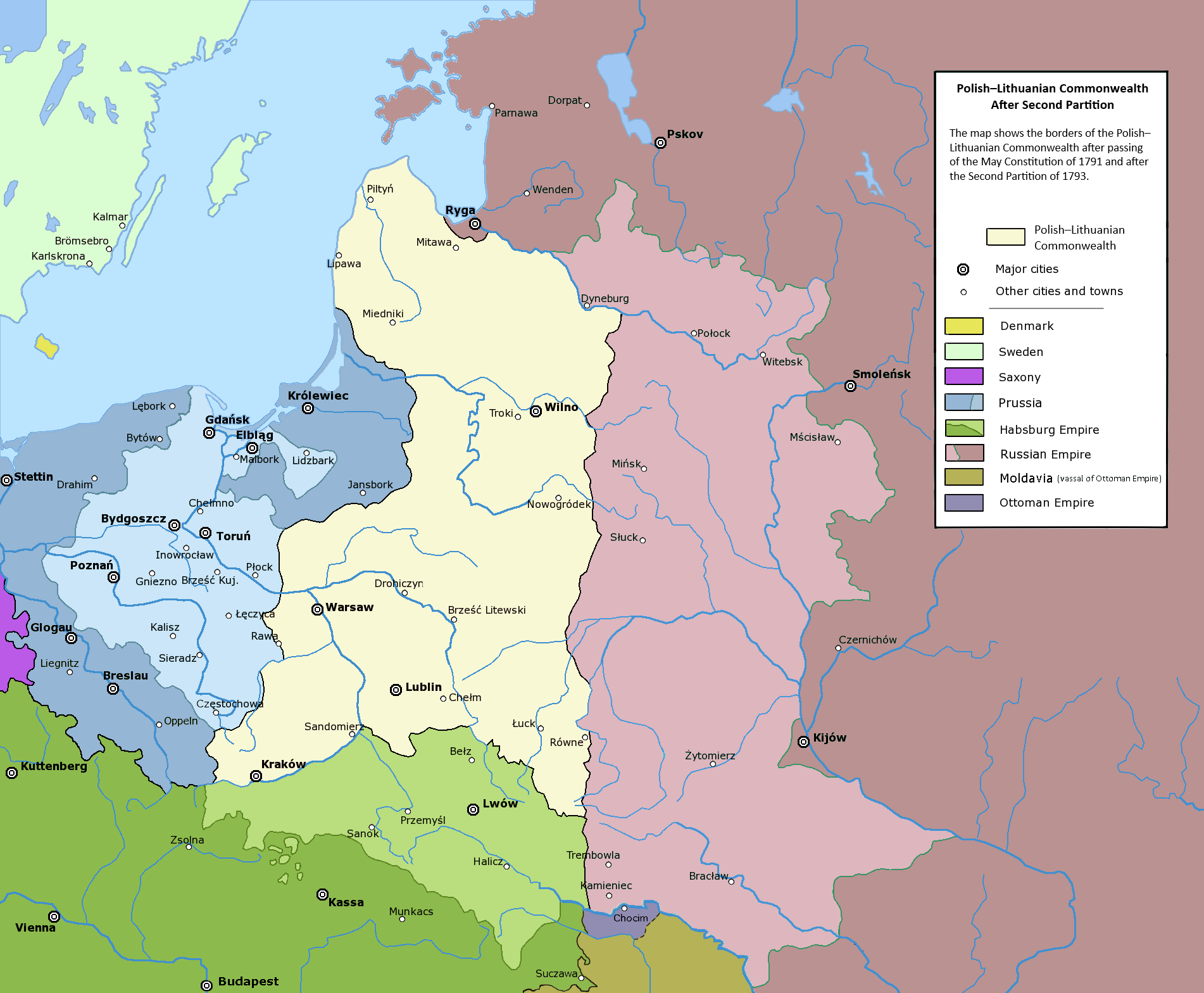
A második felosztás (1793)

1790-ben, amikor a politikai légkör reménytelenül elromlott Lengyelország számára, Poroszország – halálos ellensége – szövetségkötést kényszerített ki. A lengyel–porosz paktumot 1790-ben írták alá. A feltételek olyanok voltak, hogy a következő két felosztást előrevetítették. Ezt követően a nagy szejm (1788–1792) által 1791-ben megalkotott Május 3-i alkotmány – mely a második korszerű polgári alkotmány volt a világon – alkotmányos monarchiát teremtett, biztosította a hatalmi ágak elválasztását és egymástól való függetlenségét (jogalkotói, végrehajtói és bírói hatalom), alkotmányos jogokat biztosított a polgárságnak, és kiküszöbölte a Repnyin-alkotmány visszaéléseit. Mivel Lengyelország ismét reformokat mert hozni Oroszország engedélye nélkül, a cárnő megharagudott, és megtámadta az országot 1792-ben.
A májusi alkotmány elfogadása az unió által azonnali agresszív válaszlépést váltott ki szomszédaiból, akik tartottak az unió megújulásától. A kialakult háborúban az oroszbarát mágnások, a targowicai konföderáció Ausztria semleges magatartása mellett harcot indítottak az alkotmányt védelmező lengyel erőkkel szemben. Elárulva porosz szövetségeseik által az alkotmányhoz hű erők vereséget szenvedtek. A második és a harmadik felosztásra a következő két évben sor került, és ezzel az unió sorsa is megpecsételődött. A második felosztás alkalmával Oroszország és Poroszország egymást segítette hozzá elegendő terület szerzéséhez, így Lengyelország határain belül az 1772-es lakosságnak már csak egyharmada maradt.

### Harmadik – végső – felosztás
A Kościuszko-felkelés elbukása után nem egészen egy évvel, 1795. október 24-én Oroszország, Poroszország és Ausztria uralkodói megállapodást írtak alá, melynek értelmében végrehajtották Lengyelország utolsó, végső felosztását. A harmadik felosztás a belső krízis és a szomszédos birodalmak expanzív tevékenységének eredménye volt, de közrejátszott a Kościuszko-felkelés sikertelensége és az, hogy Lengyelország háborút vesztett Oroszországgal és Poroszországgal szemben.

### Területi veszteségek

Lengyelország a harmadik felosztás után

A harmadik felosztás után minden területet elveszített Lengyelország a Nyemantól és Bugtól keletre (120 ezer km²) az Orosz Birodalom javára. Az elrabolt területeken kormányzóságokat alapítottak: a volhíniait Izasław székhellyel, a grodnóit, a minszkit és a litvánt Vilnius fővárossal. A három felosztás eredményeképpen az oroszok összesen 471 ezer km² területet szereztek 6 millió lakossal.
A Porosz Királyság elfoglalta Varsót és a Nyemantól és a Pilicától nyugatra eső területeket (55 ezer km²). Ezen felül a Hohenzollern királyság területéhez csatolták az úgynevezett Új Sziléziát Siewierzzsel. Az új porosz területeken két tartományt alakítottak ki: Dél-Poroszországot a varsói részleggel és Új Porosz Keletet, mely a płocki és białystoki területet ölelte fel. Az összes Poroszország által megszállt terület 148 ezer km²-re rúgott, lakossága 2,7 millió volt.
A Habsburg Birodalom (Ausztria) a harmadik felosztásban bekebelezte Krakkót, Sandomierzt és a radomi és lublini vajdaságot (47 ezer km²). Az osztrák területen öt részleg (melyeket cirkulának hívtak) alakult: a radomi, kielcei, krakkói, lublini és siedlcei. Az egész területet együttesen Új-Galíciának nevezték ellentétben Ó-Galíciával, melyet még 1772-ben szereztek meg. A teljes osztrák megszállt terület 129 ezer km² volt 3,8 millió lakossal.

### Következmények
Poniatowski Szaniszló Ágost király elhagyta Varsót, és orosz dragonyosok kíséretében Grodnóba ment orosz helyettesének felügyelete alatt, ezután november 25-én lemondott a hatalomról Oroszország javára. Ez szolgált alapot arra, hogy Oroszországnál de facto letétbe került a lengyel korona, és Oroszország beleegyezése nélkül később Napóleon nem akarta és nem is tudta visszajuttatni a lengyel királyságnak. Poniatowski Szaniszló Ágost Pétervárott halt meg 1798. február 12-én.
Az állami függetlenség elveszítése után a lengyelek, különösen a katonák jelentős része, emigrált az országból, főleg Szászországba, Itáliába és Franciaországba. Sokan közülük sorsukat Bonaparte Napóleonnal kötötték össze. Felhívására 1797 februárjában Lombardiában két lengyel légió alakult Henryk Dąbrowski és Karol Kniaziewicz tábornok vezetésével, ezek soraiba főleg az osztrák hadsereg által elfogott lengyel hadifoglyok kerültek. Már 1797 májusában részt vettek a lengyel légiók az osztrák hadsereg elleni, Rómáért folytatott harcokban. Júliusban az egyik alapító, Józef Wybicki komponálta a „Mazurek Dąbrowskiego” dalt, mely később lengyel állami himnusz lett.
A napóleoni háborúk során, a negyedik koalíciós háborút 1807-ben lezáró tilsiti békeszerződésben a győztes Napóleon, a főleg Poroszországtól visszaszerzett lengyel területeken létrehozta a Varsói Hercegséget, perszonálunióban az ugyancsak általa kreált Szász Királysággal. Az ötödik koalíciós háború után, 1809-ben területét Oroszországtól visszaszerzett területekkel növelték. Ez az állam a Francia Császárság szövetségese volt Napóleon 1814-es bukásáig. 1815-ben a bécsi kongresszus ismét felosztotta Lengyelországot, északnyugati részét Poroszország kapta meg (Poseni Nagyhercegség), területének zöme az Orosz Birodalom védnöksége alá került. Az ún. Kongresszusi Lengyel Királyság perszonálunióban állt Oroszországgal, élén a cár által kinevezett alkirály állt. Alkotmányos különállását az orosz hatalom folyamatosan csorbította, majd az 1863–65-ös függetlenségi felkelés leverése után, 1867-ben teljesen meg is szüntette azt, orosz tartománnyá süllyesztve a Lengyel Királyságot.
1815 és 1870 között, már a bécsi kongresszus utáni első évektől halványult a remény, hogy legalább részleges autonómiát kapjon Lengyelország, 1815-ben véglegesítették a megszállt területek határait (1833-ban kisebb kiigazítás történt), a helyzet egészen 1918-ig lényegében változatlan maradt. A Varsói Hercegség 1815-ös felosztását, melyet a bécsi tanácskozások alatt hajtottak végre, sokan hibásan „negyedik felosztásnak” neveznek. (Más összefüggésben „negyedik felosztás” alatt az 1939-es Molotov–Ribbentrop-paktumot értik).